# 카밀 사비올라

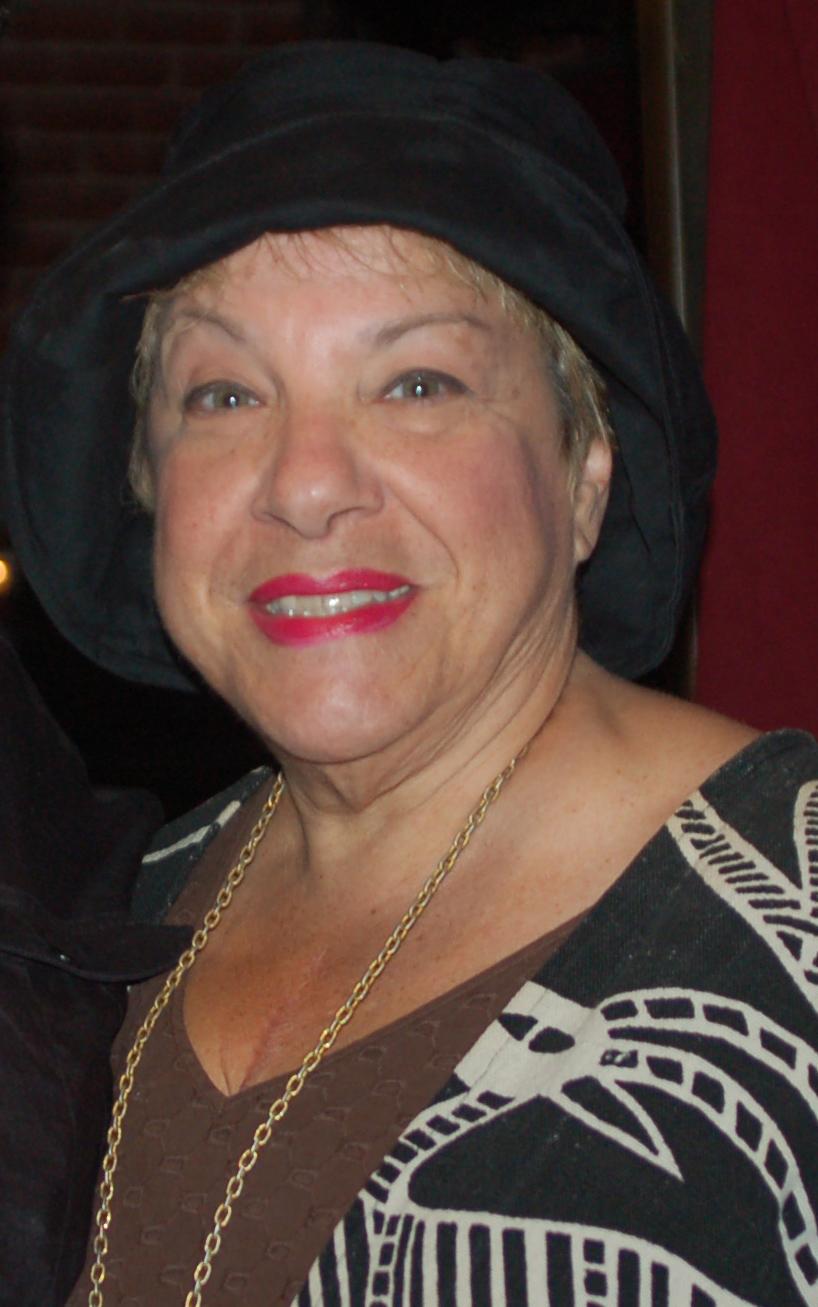

카밀 사비올라(Camille Saviola, 1950년 7월 16일 ~ )는 미국의 연극 배우, 영화배우, 텔레비전 배우이다.
브롱크스에서 태어났다.

## 영화
- 저징 에이미 (1999년)
- 선셋 파크 (1996년) - 바바라 역
- 미스터 러버 (1996년)
- 프렌즈 (1994년)
- 스타 트렉 - 스페이스 나인 (1993년)
- 그림자와 안개 (1992년)
- 내전 (1991년)
- 퀸가의 친구들 (1991년)
- 사랑의 크리스마스 (1991년)
- 유월의 신부 (1990년)
- 혈야 (1989년)
- 광란의 마술사 (1989년)
- 브룩클린으로 가는 마지막 비상구 (1989년) - 엘라 역
- 카이로의 붉은 장미 (1985년)